# Czerniczewo (obwód Kyrdżali)
Czerniczewo (bułg. Черничево) – wieś w Bułgarii, w obwodzie Kyrdżali, w gminie Krumowgrad. W 2024 roku liczyła 207 mieszkańców.